# Sân bay Kamituga
Sân bay Kamituga (ICAO: FZPB) là một sân bay ở Kamituga, Cộng hòa Dân chủ Congo.